# 盧奇基夫齊
49°59′42″N 25°1′8″E / 49.99500°N 25.01889°E
盧奇基夫齊（烏克蘭語：Лучківці），是烏克蘭西部的村莊，隸屬利維夫州的佐洛奇夫區。該村始建於600年，面積2.33平方公里，海拔高度250米，2001年該村落人口869。